# Valle San Giovanni
Valle San Giovanni (italienska Valle San Giovanni) är en by (frazione) i mellersta Italien. Den ligger i regionen Abruzzo i provinsen Teramo. Administrativt är den en kommundel (it. frazione) i staden Teramo. Orten har cirka 350 invånare.

## Evenemang
- Sagra di San Giovanni
- Sagra Madonna della Neve